# Боромео (фамилия)
Вижте пояснителната страница за други значения на Боромео.
Боромео (на италиански: Borromeo) е знатна италианска фамилия от Милано, която и до днес играе важна роля в обществения живот на града, както и в околностите на езерото Лаго Маджоре.

## Произход и история
Към 1300 г. Боромео са фамилия проспериращи търговци от Милано, чието име се формира от израза Buon Romei (или Borromei) т.е. „произхождащи от Рим“.
През XIV век една от представителките на Боромео се омъжва за член на рода Виталиани от Падуа. От този брак се ражда Виталиано Виталиани (1390-1449), който през 1406 г. е осиновен от вуйчо си Джовани Боромео, богат търговец и банкер, който е бездетен. Съгласно условията на осиновяването Виталиано се задължавал да приеме фамилията Боромео. Така Виталиано Виталиани става родоначалник на този клон на фамилията и развива и разширява бизнеса на своя осиновител. Главната кантора на Боромео по това време се намира във Венеция с клонове в Милано, Рим, Лондон и Брюге.
Като фаворит на миланския херцог Филипо Мария Висконти Виталиано получава земи в близост до езерото Лаго Маджоре, голяма част от които и до днес са притежание на членовете на семейството.

## По-известни представители на фамилията
- Свети Карло Боромео – италиански кардинал и архиепископ от XVI век;
- Федерико Боромео – италиански кардинал от XVI век